# Rupilia
Rupilija Faustina (Rupilia Faustina, oko 87. - iza 138.) bila je rimska plemkinja iz Nervo-Antoninske dinastije. Bila je kćer Salonine Matidije i suffect konzula Lucija Skribonija Libona Rupilija Frugi Bonusa. Preko majke je bila nećakinja cara Trajana, a polusestre su joj bile carica Vibia Sabina i Matidia Minor. Odrasla je na ujakovom dvoru, a kasnije se udala za rimskog prefekta Marka Anija Vera. S njim je imala četvoro djece:
- Anija Galerija Faustina ili Faustina Starija, carica, odnosno supruga cara Antonin Pija;
- Marko Anije Libon, carski konzul;
- Marko Anije Ver, pretor i otac cara Marka Aurelija